# Nova Mamoré
Nova Mamoré es un municipio brasileño del estado de Rondônia, en la región Norte del país. Se sitúa al oeste del estado, cerca de la frontera con Bolivia, y es conocido por su economía basada en la agricultura, ganadería y extracción maderera. Su territorio está parcialmente cubierto por la selva amazónica.

## Historia
Nova Mamoré se originó como un asentamiento rural en las primeras décadas del siglo XX, vinculado a la explotación del caucho y, posteriormente, a la expansión agrícola. Su desarrollo se intensificó durante el proceso de ocupación de la Amazonía impulsado por el gobierno brasileño en las décadas de 1970 y 1980.
El municipio fue oficialmente creado el 22 de junio de 1988, a partir de la emancipación del municipio de Guajará-Mirim, mediante la Ley Estatal n.º 198.

## Geografía
Nova Mamoré tiene una superficie de aproximadamente 10.422 km². Limita al norte con Buritis, al este con Ariquemes, al sur con Guajará-Mirim y al oeste con el departamento del Beni, en Bolivia.
El territorio está cubierto principalmente por selva tropical húmeda, atravesado por diversos ríos, entre ellos el río Mamoré, que da nombre al municipio.

### Clima
El clima es ecuatorial, cálido y húmedo. Las temperaturas promedio oscilan entre 24 °C y 32 °C. La estación lluviosa va de noviembre a abril y la seca de mayo a octubre.

## Demografía
Según el Instituto Brasileño de Geografía y Estadística (IBGE), en el censo de 2022, Nova Mamoré tiene una población de 31.359 habitantes. La densidad poblacional es baja debido a su gran extensión territorial. La mayoría de los habitantes residen en el núcleo urbano, aunque hay numerosas comunidades rurales y ribereñas.

## Economía
La economía de Nova Mamoré se basa principalmente en:
- Agricultura: arroz, maíz, yuca y frutas tropicales.
- Ganadería: cría de ganado bovino.
- Explotación forestal: extracción de maderas nobles.
- Comercio fronterizo: intercambio con Guayaramerín y otras localidades bolivianas cercanas.

## Transporte
Nova Mamoré está conectada por la BR-364, que atraviesa Rondônia. Se encuentra cerca del puerto fluvial de Guajará-Mirim, con conexión al río Mamoré y a Bolivia. También se encuentra próxima al aeropuerto de Guajará-Mirim.

## Cultura
La cultura local refleja una mezcla de influencias amazónicas, nordestinas y bolivianas. Se celebran fiestas religiosas como San Juan y San Pedro, además de eventos agropecuarios tradicionales.

## Educación y salud
El municipio cuenta con instituciones educativas de nivel primario y secundario. Dispone también de centros de salud y un hospital municipal, aunque para atención especializada se suele acudir a Porto Velho o Guajará-Mirim.

## Medio ambiente
Nova Mamoré incluye áreas protegidas como:
- Reserva Extractivista del Río Ouro Preto[3]
- Parque Nacional de Pacaás Novos

Estas áreas albergan gran biodiversidad y comunidades tradicionales.

## Historia
Nova Mamoré se originó como un asentamiento rural en las primeras décadas del siglo XX, vinculado a la explotación del caucho y, posteriormente, a la expansión agrícola. Su desarrollo se intensificó durante el proceso de ocupación de la Amazonía impulsado por el gobierno brasileño en las décadas de 1970 y 1980.
El municipio fue oficialmente creado el 22 de junio de 1988, a partir de la emancipación del municipio de Guajará-Mirim, mediante la Ley Estatal n.º 198.

## Geografía
Nova Mamoré tiene una superficie de aproximadamente 10.422 km². Limita al norte con Buritis, al este con Ariquemes, al sur con Guajará-Mirim y al oeste con el departamento del Beni, en Bolivia.
El territorio está cubierto principalmente por selva tropical húmeda, atravesado por diversos ríos, entre ellos el río Mamoré, que da nombre al municipio.

### Clima
El clima es ecuatorial, cálido y húmedo. Las temperaturas promedio oscilan entre 24 °C y 32 °C. La estación lluviosa va de noviembre a abril y la seca de mayo a octubre.

## Demografía
Según el Instituto Brasileño de Geografía y Estadística (IBGE) en el censo de 2022, Nova Mamoré tiene una población de 31.359 habitantes. La densidad poblacional es baja debido a su gran extensión territorial. La mayoría de los habitantes residen en el núcleo urbano, aunque hay numerosas comunidades rurales y ribereñas.

## Economía
La economía de Nova Mamoré se basa principalmente en:
- Agricultura: arroz, maíz, yuca y frutas tropicales.
- Ganadería: cría de ganado bovino.
- Explotación forestal: extracción de maderas nobles.
- Comercio fronterizo: intercambio con Guayaramerín y otras localidades bolivianas cercanas.

## Transporte
Nova Mamoré está conectada por la BR-364, que atraviesa Rondônia. Se encuentra cerca del puerto fluvial de Guajará-Mirim, con conexión al río Mamoré y a Bolivia. También se encuentra próxima al aeropuerto de Guajará-Mirim.

## Cultura
La cultura local refleja una mezcla de influencias amazónicas, nordestinas y bolivianas. Se celebran fiestas religiosas como San Juan y San Pedro, además de eventos agropecuarios tradicionales.

## Educación y salud
El municipio cuenta con instituciones educativas de nivel primario y secundario. Dispone también de centros de salud y un hospital municipal, aunque para atención especializada se suele acudir a Porto Velho o Guajará-Mirim.

## Medio ambiente
Nova Mamoré incluye áreas protegidas como:
- Reserva Extractivista del Río Ouro Preto
- Parque Nacional de Pacaás Novos

Estas áreas albergan gran biodiversidad y comunidades tradicionales.